# Prosper Philippe d'Aigremont de Pépinvast
Jean-Baptiste d'Aigremont de Pépinvast dit le « chevalier d'Aigremont », né en 1761 entre la Normandie et Paris au cours d'un voyage de ses parents et mort le 25 mars 1787 à Cavite, aux îles Philippines, est un officier de marine navigateur français. Il entre dans la Marine royale au début de la guerre d'indépendance des États-Unis. La paix revenue, il prend part à l’expédition de La Pérouse (1er août 1785-25 mars 1787), au cours de laquelle il trouve la mort. Il était le fils de Nicolas d'Aigremont de Pepinvast et de Jeanne Françoise Eulalie Viel de Lignieres. D'une épouse dont nous ignorons le nom, probablement épousée à Paris, il eut une fille Marie Caroline d'Aigremont de Pepinvast née le 27 mars 1785 à Paris et décédée le 12 décembre 1839.

## Biographie

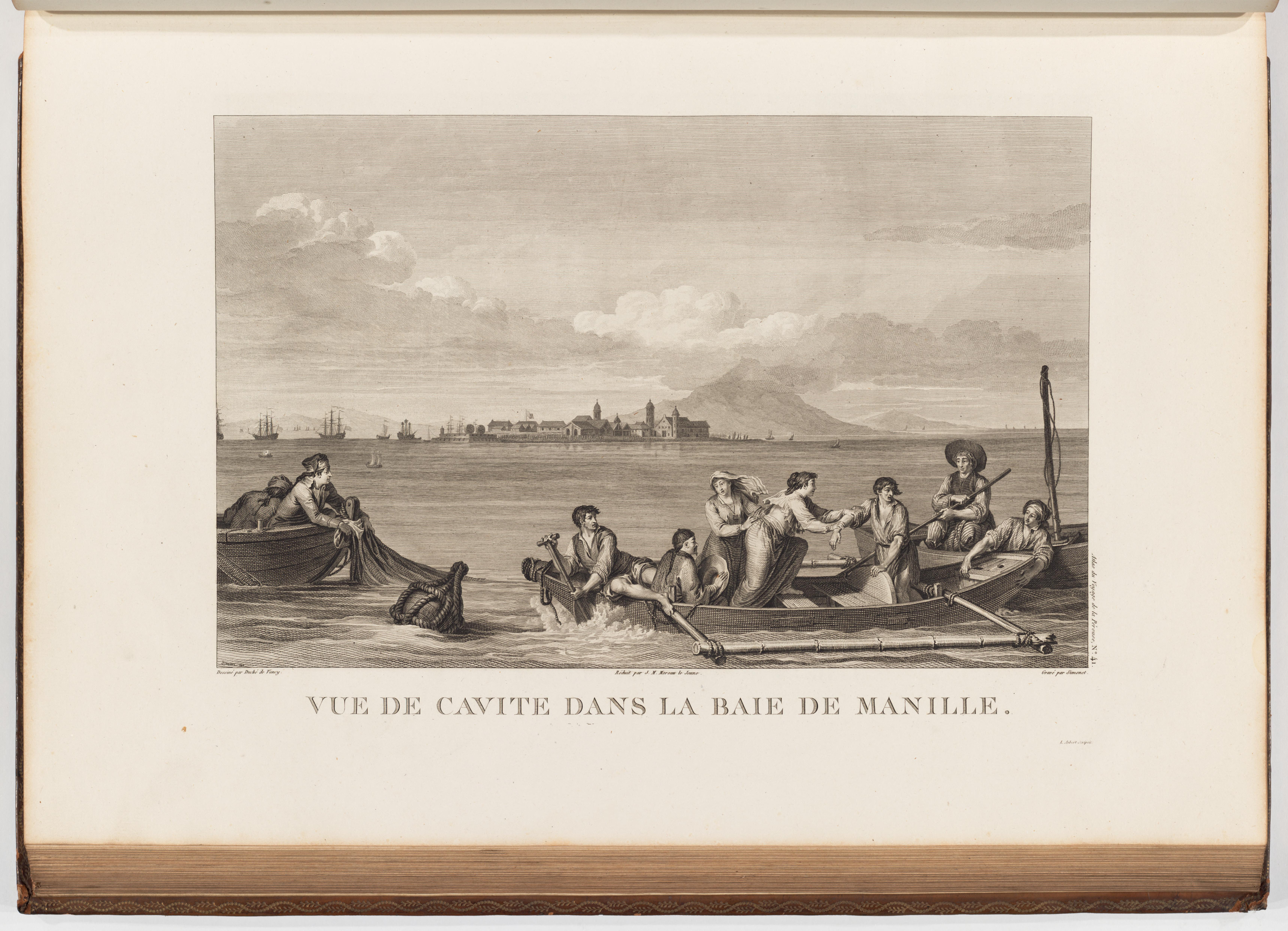
Vue de Cavite, dans le port de Manille, où décède en 1787 le chevalier d'Aigremont lors de l'expédition La Pérouse.

Garde de la Marine en 1778, il est promu enseigne de vaisseau en 1780 puis Lieutenant de vaisseau par brevet du Roi donné par La Pérouse sur l'Astrolabe le 25 juin 1785. Spécialiste du canonnage, il sert sur Le Neptune

« Le comte du Muy et le vicomte de Noailles embarqués sur le Neptune me prièrent de m’employer pour leur faire un pareil arrangement à bord du Neptune et ce fut bientôt fait. M. le comte de Vioménil, ignorant ce qui se passait, se trouvait destiné à n’avoir pour tout logement qu’un entre deux de canon, M. des Touches regrettait infiniment que la circonstance de la guerre ne lui permit pas de faire construire pour le général une chambre commode dans sa propre chambre de conseil, mais c’était de toute impossibilité. Tous les Enseignes de Vaisseau embarqués sur le Neptune se proposèrent d’offrir leur logement à M. de Vioménil qui était encore à terre. En ma qualité de premier enseigne, je réclamai la préférence. Le chevalier d’Aigremont, en sa qualité du moins ancien la réclama aussi et le capitaine jugea en sa faveur. Le chevalier d’Aigremont était d’un caractère franc et honnête et fort décidé, il fut à terre, offrit la chambre au général en l’assurant qu’il ne trouvait pas convenable d’être logé lorsqu’il ne l’était pas. Le général refusa en alléguant la nécessité indispensable pour un officier de la marine d’avoir une chambre : puisque faisant un service dur et pénible il fallait qu’il put se reposer, qu’il avait d’ailleurs des écritures indispensables à faire telles que son journal, son point et des calculs astronomiques, que par conséquent il ne pouvait accepter une telle offre qu’il savait d’ailleurs très bien apprécier. Le chevalier d’Aigremont combattit toutes ces raisons et finit par lui donner sa parole d’honneur que, s’il n’acceptait pas sa chambre, il la donnerait à son domestique car sûrement il n’en ferait pas usage. Alors M. de Vioménil accepta. Il envoya de suite un tapissier et fit arranger cette chambre comme un joli boudoir. Il fit acheter deux cents volumes en petits formats des meilleurs ouvrages et cette petite chambre fut métamorphosée en charmante bibliothèque. Lorsque M. de Vioménil débarqua de dessus le Neptune, il pria d’Aigremont de vouloir bien accepter le peu d’agrément qu’il avait cherché à donner à sa chambre. Celui-ci refusa à cause de la valeur des objets qu’elle contenait, mais M. de Vioménil lui dit que, s’il refusait, il allait tout jeter à la mer. Alors il accepta. Les procédés de part et d’autre avaient été parfaits. Il y avait entre ces deux hommes une grande analogie de caractère et ils eurent toujours l’un pour l’autre une amitié parfaite. »

Il sert ensuite sur le Duc de Bourgogne et Le Glorieux pendant la guerre d'indépendance des États-Unis. Il prend part à quatre combats dont la bataille des Saintes (1782) au cours de laquelle il est fait prisonnier par les Anglais. En 1785, il embarque sur l'Astrolabe, l'un des deux navires affectés à l'expédition La Pérouse qui doit explorer l'océan Pacifique. 
Antoine Bruny d'Entrecasteaux rentre en France et avant de partir avait chargé le vicomte de Castries d’aller aux Philippines apporter des caisses d’argent monnayé en piastres d’Espagne que La Pérouse était impatient de recevoir pour les distribuer à ses équipages à qui le Roi les avait destinées. Castries a le chagrin de voir mourir de la dysenterie son ami le chevalier d’Aigremont le 25 mars 1787 en compagnie duquel il avait fait campagne en Amérique sur le vaisseau Neptune.
Concernant d’Aigremont, La Pérouse indique sa mort dans le rapport de voyage en précisant qu’il est mort le 25e jour après l’arrivée à Cavite, port de réparation navale, le 28 février 1787, après deux jours d’agonie, donc le 24 ou 25 mars. Son corps a été enterré à Cavite au cours de cette escale et sa tombe devrait donc être à Cavite si on en a gardé trace. Probablement y a-t-il aussi un acte de décès espagnol, si les archives européennes sont conservées, peut-être à Madrid ?
La Pérouse n'évoque pas du tout cette cérémonie dans son journal de bord, et il fait quelques remarques un peu désagréables à l'encontre du Chevalier : « Daigremont, malgré ses médecins et à l’insu de ses amis, voulut guérir sa maladie - dysenterie comme Lamanon, mais qui s’est rétabli - avec de l’eau de vie brulée, des piments et autres remèdes auxquels l’homme le plus robuste n’aurait pu résister, victime de son imprudence et de la trop bonne opinion qu’il avait de son tempérament ». On peut penser que La Pérouse est surtout soucieux de se justifier des morts par maladie, surtout chez un officier, étant donné que le maintien des hommes en bonne santé pendant ce long voyage faisait partie de ses objectifs.